# Матијас и Максим
Матијас и Максим је канадски играни филм из 2019. године. Филм је написао и режирао Гзавје Долан. У филму глуме Долан, Габријел Д'Алмеида Фрејтас, Пјер-Лук Фанк, Самјуел Готје, Антоин Пилон, Адиб Алкади, Ан Дорвал, Мишлин Бернард, Мерлин Костангеј и Кетрин Брјуне.
Филм је премијерно приказан 22. маја 2019. године на Канском филмском фестивалу. 

## Радња
Матијас (Габријел Д'Алмеида Фрејтас) и Максим (Гзвоје Долан) су пријатељи из детињства. Они су у касним двавестим и живе заједно у Монтреалу. Матијас је амбициозан и успешан послован човек, који има девојку Сару (Мерлин Костангеј). На корак је до напредовања на бољу позицију на послу. Максим је нежнији и тиши од Матијаса. Он ради као конобар и брине се о својој мајци, насилној алкохоличарки. Он планира да промени свој живот и пресели се у Аустралију да би пронашао бољи посао.
Радња филма одвија се у кући крај језера њиховог пријатеља Ривета (Пјер-Лук Фанк), где се окупља цело друштво. Док су тамо, Риветова сестра Ерика (Камил Фелтон) наговора Матијаса и Максима да глуме у филму који снима за факултет. Максим попушта Ерици и пристаје, док Матијас губи опкладу па је принуђен да учествује. Филм у коме глуме треба да прикаже сцену пољупца између њих двојице, на што они првобитно негодују, али напослетку ипак пристају.
Оба мушкарца су збуњена пољупцем и осећајем који је произвео, посебно јер су сигурни да им се допадају жене. Матијас преиспитује свој живот, те одбија понуду за напредовање и свађа се са Саром. За то време, Максим наставља припреме за пресељење. Бригу о мајци препушта тетки, а од Матијасовог оца тражи писмо препоруке за посао. 
Друштво организује опроштајну журку за Максима. Матијас првобитно одбија да учествује, али одлази на Сарин наговор. Својим понашањем на журци нервира пријатеље и Максима - он касни, држи лош говор, одбија позив на афтерпарти, изазива свађе и напослетку тучу. Цело његово лоше понашање кулминира врећањем Максимовог младежа на лицу, након чега љуто одлази са журке. Матијас се затим враћа назад на журку и извињава Максиму. Њих двојица се страсно пољубе, али Матијас прекида пољубац, што чини Максима љутим и бесним.
Сутрадан, Матијас одлази у стриптиз бар са пословним колегом. Напрасно истрчава из бара и почиње да трчи улицама града.
Истовремено, Максим се пакује за путовање и расчишћава ствари у кући. Проналази свој дечији цртеж на коме је нацртао Матијаса и себе како живе заједно на фарми, што га гане. Моменат прекида телефонски позив из канцеларије Матијасовог оца, коју је контактирао у вези писма препоруке које није стигло. Секретарица му говори да је писмо дато Матијасу. Максим схвата да му Матијас није проследио писмо и моли секретарицу да му проследе писмо директно на мејл. 
Спреман за полазак, Максим одлази на аеродрум са пријатељм који се понудио да га одвезе. Када стигне тамо види да га Матијас чека.

## Улоге
| Глумац                     | Улога                    |
| -------------------------- | ------------------------ |
| Габријел Д'Алмеида Фрејтас | Матијас                  |
| Гзавје Долан               | Максим                   |
| Пјер-Лук Фанк              | Ривет                    |
| Самјуел Готје              | Френк                    |
| Антоин Пилон               | Брес                     |
| Адиб Алкади                | Шариф                    |
| Мишлин Бернард             | Френсин                  |
| Ан Дорвал                  | Манон                    |
| Мерлин Костангеј           | Сара                     |
| Кетрин Брјуне              | Лиса                     |
| Остале улоге               |                          |
| Харис Дикинсон             | МекЕјф                   |
| Камил Фелтон               | Ерика                    |
| Ана-Марија Каду            | Мартина                  |
| Моника Спазини             | Колета                   |
| Жај Лавал                  | Ми Коуртиманш            |
| Луиза Бомбардијер          | Танте Жинет              |
| Луј-Жулијен Дурсо          | Матис (млађа верзија)    |
| Клаудија Гас               | Жена која седи за шанком |

## Снимање филма
Филм је најављен у јануару 2018. године, када је објављено да ће Долан написати сценарио, режирати, продуцирати и глимити у свом новом филму. Том приликом најављено је и да ће једну од улога одиграти глумица Ан Дорвал. У августу 2018. објављено је да су се глумачкој постави придружили Пјер-Лук Фанк и Мишлин Бернард. У септембру је објављено да у филму улоге играју и глумци Габријел Д'Алмеида Фрејтас, Антоин Пилон, Самјуел Готје, Адиб Алкади, Кетрин Брјуне и Мерлин Костангеј. У новембру исте године, објављено је да глумац Харис Дикинсон игра улогу у Долановом филму.
Снимање је започето 15. августа 2018. године, а филм је сниман у Квебеку.

## Музика у филму
Музичку тему филма компонавао је Жан-Мајкл Блајз, канадски пијаниста и композитор. Композиција је рађена специјално за употребу у филму. Као инспирација за њу кориштена је композиција Теме и варијације Френца Шуберта. Кански филмски фестивал доделио је овој композицији награду за најбољу филмску музику 2019. године.
Поред ове композиције, у филму се појављују и песме извођача Бритини Спирс, Пет Шоп Бојс и Алекса Камеруна и Анђеле Олсен.

## Приказивање филма
Филм је премијерно приказан 22. маја 2019. године на Канском филмском фестивалу.
У мају 2020. године, платформа за онлајн гледање филмова Муби купила је права за дистрибуцију филма за САД, Уједињено Краљевство, Ирску, Аустралију, Јужну Америку и Индију. Филм је уврштен у понуду платформе 28. августа 2020. године.

## Оцене и критике
На веб-сајту за филмске критике Rotten Tomatoes, филм има оцену од 64% од стране филмских критичара и 77% од стране публике. На веб-сајту Метакритик, филм има оцену 60 од 100 од стране критичара и 6.7 од 10 од стране публике.

## Значајне награде
- 2019 - Кански филмски фестивал, награда за најбољу музику за Жан-Мајкла Блајза[9]